# Faking Love
Faking Love è un singolo della cantante brasiliana Anitta, pubblicato il 14 ottobre 2021 come terzo estratto dal quinto album in studio Versions of Me.
Il brano vede la partecipazione della rapper statunitense Saweetie.

## Video musicale
Il video musicale, diretto da Bradley & Pablo, è stato reso disponibile un giorno dopo l'uscita dell'estratto.

## Classifiche
| Classifica (2021) | Posizione massima |
| ----------------- | ----------------- |
| Portogallo        | 82                |